# Аргунов, Ким Петрович
Ки́м Петро́вич Аргуно́в (8 сентября 1936, Якутск, СССР — 21 июля 2019, Бор, Россия) — советский и российский учёный-геолог, профессор, председатель Государственного хранилища ценностей Республики Саха (Якутия).

## Биография
Родился в городе Якутске.
В 1961 году окончил физико-математический факультет Якутского государственного университета.
С 1961 года — техник-геолог, инженер-спектроскопист Аллах-Юньской комплексной геологоразведочной экспедиции Якутского геологоуправления (п. Хандыга Томпонского района Якутской АССР).
С 1963 года — инженер-спектроскопист Ботуобинской комплексной экспедиции Якутского геологоуправления (г. Мирный Якутской АССР).
С 1968 года — старший научный сотрудник алмазной лаборатории Якутского филиала ЦНИГРИ, заведующий лабораторией физико-химических методов исследования, ведущий научный сотрудник, руководитель группы Якутского филиала ЦНИГРИ (г. Мирный Якутской АССР).
С 1992 года — первый заместитель председателя Комитета по драгоценным металлам, камням и валюте при Правительстве Республики Саха (Якутия) (г. Якутск).
В 1998—2006 годах — председатель Государственного учреждения «Государственное хранилище ценностей Республики Саха (Якутия)» (г. Якутск).

## Научная деятельность
В 1996 году Ким Петрович защитил докторскую диссертацию «Типоморфизм алмазов и использование его при прогнозировании, поисках и оценке месторождений».

### Публикации
Книги
- Аргунов К. П. Алмазы Якутии: физические, морфологические, геммологические особенности. — Новосибирск: Издательство СО РАН, филиал «Гео», 2005. — 402 с. — ISBN 5-7692-0750-7.
- Аргунов К. П. Результаты изучения алмазоносности территории главных алмазодобывающих стран мира. — Якутск: ЯНЦ СО РАН, 2006. — 176 с. — ISBN 5-91138-045-5.
- Аргунов К. П. Дефектные алмазы и их диагностика. — Якутск: Издательство СО РАН, 2004. — 216 с. — ISBN 5-463-00050-6.
- Вишневский С. А., Афанасьев В. П., Аргунов К. П., Пальчик Н. А. Импактные алмазы: их особенности, происхождение и значение. — Новосибирск: Издательство СО РАН, НИЦ ОИГГМ, 1997. — 53 с. — ISBN 5-7692-0063-4.

Статьи
- Буланова Г. П., Аргунов К. П. Включения калиевого полевого шпата в кристалле алмаза из трубки «Мир» // Доклады Академии наук СССР. — 1985. — Т. 284, № 4. — С. 953—956.
- Аргунов К. П., Зинчук Н. Н., Зуев В. М., Квасница В. Н.[укр.], Мельников В. С., Слепцов В. В. Карбонадо и дефектные кристаллы среди мелких алмазов из кимберлитов // Минералогический журнал. — 1985. — Т. 7, № 2. — С. 95—98.
- Алпатов В. В., Амузинский В. А., Заякина Н. В., Аргунов К. П., Афанасьев В. П., Борисенко А. С., Иванов Г. Н. Алмаз из золотоносной россыпи Аллах-Юньского района Восточной Якутии // Отечественная геология. — 1997. — № 9. — С. 39—41. — ISSN 0869-7175.
- Квасница В. Н., Харькив А. Д., Вишневский А. А., Афанасьев В. П., Аргунов К. П. Мелкие алмазы из кимберлитов и россыпей // Минералогический журнал. — 1980. — Т. 2, № 3. — С. 40—52.
- Аргунов К. П., Горелик В. С., Резник Б. И., Ротнер Ю. М., Файзуллов Т. Ф. Комбинационное рассеяние света в гетерогенных алмазах // Краткие сообщения по физике. — 1991. — № 9. — С. 21—24. — ISSN 0455-0595.

## Награды и премии
- Ветеран труда (1987).
- Заслуженный работник народного хозяйства Республики Саха (Якутия) (1993).
- Отличник разведки недр (1986).
- Знак отличия Республики Саха (Якутия) «Гражданская доблесть» (2003).